# Five Dollar Bill
Five Dollar Bill (en français, Billet de cinq dollars) est une peinture à l'huile sur toile réalisée en trompe-l'œil  vers 1885 par l'artiste peintre américain Victor Dubreuil ; elle est conservée par la Phillips Collection à Washington (district de Columbia), par qui elle a été acquise en 1939.

## Histoire
Le dollar américain, symbole du capitalisme, de la domination de l'argent et de ceux qui le possèdent, a été représenté des centaines de fois dans l'art et est présent sous cette forme dans de nombreux musées. Cette peinture de la monnaie a débuté après la guerre de Sécession, alors que les peintres s'intéressent à toutes les choses charriées par la croissance économique fulgurante de leur pays.
La monnaie fut un des instruments de la guerre civile : le billet vert était celui du gouvernement fédéral ; le dollar gris (greyback), celui que les États confédérés d'Amérique avaient créé,  disparut avec leur défaite en 1865. Ce billet est aussi le symbole de la victoire d'un camp sur l'autre.

## Analyse
L'argent représente la potentialité infinie et le vide : le peintre n'a oublié aucun détail, ni les inscriptions, ni les pliures de cet objet qui n'est jamais totalement net. Mettre le billet en majesté comme une chose digne d'être peinte en souligne la vacuité. Le tableau peut aussi être interprété comme la supplique d'un peintre pauvre, dont les amis disaient qu'il peignait ce qu'il n'avait pas, qui voudrait tenir l'argent à l'écart, mais qui y est ramené malgré lui par le manque.

## Exposition
Cette peinture est exposée dans le cadre de l'exposition Les Choses. Une histoire de la nature morte au musée du Louvre du 12 octobre 2022 au 23 janvier 2023, parmi les œuvres de l'espace nommé « Accumulation, échange, marché, pillage ».